# Quincieu
Quincieu är en kommun i departementet Isère i regionen Auvergne-Rhône-Alpes i sydöstra Frankrike. Kommunen ligger i kantonen Tullins som tillhör arrondissementet Grenoble. År 2022 hade Quincieu 105 invånare.

## Befolkningsutveckling
Antalet invånare i kommunen Quincieu
Referens:INSEE